# Selibabi
Selibabi (em francês: Sélibaby) é uma cidade e capital da região de Guidimaca, Mauritânia.